# مایکل فون گرونیگن
مایکل فون گرونیگن (انگلیسی: Michael von Grünigen؛ زادهٔ ۱۱ آوریل ۱۹۶۹) اسکی‌باز آلپاین اهل سوئیس است.